# Ubol Ratana
Ubol Ratana (tiếng Thái: อุบลรัตน; RTGS: Ubonrat; phát âm tiếng Thái: [ʔùʔ.bōn.rát]; b; sinh ngày 5 tháng 4 năm 1951 tại Lausanne, Thụy Sĩ) là thành viên của hoàng gia Thái Lan, cựu nữ diễn viên và chính trị gia. Bà là chị gái của Quốc vương Maha Vajiralongkorn.

## Lịch sử
Bà là con cả của vua Bhumibol Adulyadej và hoàng hậu Sirikit.
Năm 1972, bà từ bỏ tước hiệu hoàng gia và định cư tại Hoa Kỳ cùng với chồng, Peter Ladd Jensen, nhưng hai người đã ly dị vào năm 1998, sau đó bà tiếp tục các nhiệm vụ và vị trí hoàng gia của mình trong triều đình Thái Lan. Bà được đặt tên tiếng Anh là công chúa Ubol Ratana, không có phong cách Hoàng gia Thái.
Năm 2001, sau một loạt các chuyến thăm Thái Lan trong những năm sau khi ly hôn, bà vĩnh viễn trở về Thái Lan. Gần như ngay sau khi trở về, Ubol Ratana bắt đầu thực hiện nghĩa vụ hoàng gia của mình bằng cách tham gia nhiều nghi lễ. Cô bắt đầu nhiều cơ sở từ thiện tập trung vào việc cải thiện chất lượng cuộc sống cho người dân Thái Lan.
Năm 2019, trong một động thái chưa từng có, Ubolratana tuyên bố ứng cử vào chức thủ tướng Thái Lan trong cuộc tổng tuyển cử năm 2019, với tư cách là ứng cử viên Đảng Ái quốc Thái. Vài giờ sau cùng ngày, Quốc vương Maha Vajiralongkorn (em trai bà) đã đưa ra một tuyên bố rằng việc ứng cử thủ tướng của bà là "không phù hợp... và vi hiến". 